# 新里町武井
新里町武井（にいさとちょうたけい）は、群馬県桐生市の町名である。郵便番号は376-0123。

## 概要
桐生市の西部、新里町の南部に位置する。旧新里村武井にあたり、下鶴ケ谷・山上・小林・野とともに桐生市第二十区に属する。
東部は新里町新川に、南部は新里町野に、西部は新里町小林に、西北部は新里町山上に、北部は新里町鶴ケ谷にそれぞれ接する。
桐生市役所新里支所（旧新里村役場）の所在地である。上毛電気鉄道上毛線、群馬県道3号前橋大間々桐生線、群馬県道336号梨木香林線が通じている。北部に国の史跡に指定されている武井廃寺塔跡がある。

## 世帯数と人口
2022年（令和4年）1月31日現在の世帯数と人口は以下の通りである。
| 町丁       | 世帯数  | 人口    |
| ---------- | ------- | ------- |
| 新里町武井 | 496世帯 | 1,217人 |

## 小・中学校の学区
市立小・中学校に通う場合、学区は以下の通りとなる。
| 番地 | 小学校                 | 中学校             |
| ---- | ---------------------- | ------------------ |
| 全域 | 桐生市立新里中央小学校 | 桐生市立新里中学校 |

## 交通

### 鉄道
町内に鉄道駅はない。

### 道路
- 群馬県道3号前橋大間々桐生線
- 群馬県道336号梨木香林線

## 施設
- 桐生市役所新里支所
- 新里郷土資料館
- JAにったみどり 新里営農センター
- 武井遺跡公園

## 避難所
- 武井遺跡公園（洪水災害、土砂災害、地震、内水氾濫時の緊急避難場所）[9]